# Mick Gordon
Mick Gordon (Mackay, 9 juli 1985) is een Australisch componist en klankontwerper die voornamelijk muziek schrijft voor computerspellen.
Gordon is bekend van spellen als Lawbreakers, Wolfenstein: The New Order, The Old Blood, Prey, Doom en The New Colossus.

## Carrière
Gordon begon zijn carrière als klankontwerper voor Pandemic Studios. Zijn eerste spelmuziek was in 2013 voor een reboot van Killer Instinct. In 2014 schreef hij muziek voor het schietspel Wolfenstein: The New Order, het daarop volgende jaar voor Wolfenstein: The Old Blood.
In 2016 componeerde Gordon voor het spel Doom. Hiervoor ontving hij diverse prijzen waaronder een D.I.C.E. Award voor Uitmuntende prestaties in muziekcompositie, en hij werd genomineerd voor een BAFTA Games Award voor Beste muziek.
In 2017 schreef hij muziek voor het horrorspel Prey dat werd ontwikkeld door het Franse Arkane Studios. Hij werkte samen met Martin Stig Andersen aan de muziek van Wolfenstein II: The New Colossus.

## Discografie
- Nicktoons: Attack of the Toybots (2007)
- El Tigre: The Adventures of Manny Rivera (2008)
- Need for Speed: Shift (2009) (met Mark Morgan)
- Marvel Super Hero Squad (2009)
- The Last Airbender (2010)
- Need for Speed: World (2010)
- Marvel Super Hero Squad: The Infinity Gauntlet (2010)
- Need for Speed: Shift 2 Unleashed (2011) (samenwerking)
- Need for Speed: The Run (2011)
- ShootMania Storm (2013)
- Killer Instinct (2013-2014)
- Wolfenstein: The New Order (2014)
- Wolfenstein: The Old Blood (2015)
- Doom (2016)
- Prey (2017)
- LawBreakers (2017) (samenwerking)
- Wolfenstein II: The New Colossus (2017) (met Martin Stig Andersen)
- Doom Eternal (2020)